# Circonscription locale de Lyons
Pour les articles homonymes, voir Lyons.
Ne doit pas être confondu avec Circonscription fédérale de Lyons.
La circonscription locale de Lyons (en anglais : Division of Lyons (state)), est une des cinq circonscriptions électorales de l'État de Tasmanie en Australie. Elle comprend les villes de  Queenstown et Zeehan, les zones côtières de St. Helens et Bicheno, ainsi que les villages de Campbell Town, Longford, Evandale et Bothwell. La circonscription doit son nom à  Joseph Lyons, ancien Premier ministre d'Australie.

## Représentants locaux
Au niveau de l'État de Tasmanie, la circonscription élit cinq députés d'après le système du scrutin à vote unique transférable. Les cinq députés nationaux sont, en 2019 :
- Rebecca White - Travailliste
- Jen Butler - Travailliste
- Mark Shelton - Libéral
- John Tucker - Libéral
- Guy Barnett - Libéral

Pour mémoire, la circonscription fédérale de Lyons élit un député ; en 2016 :
- Brian Mitchell - Travailliste